# Marcus Iuventius Surus Proculus

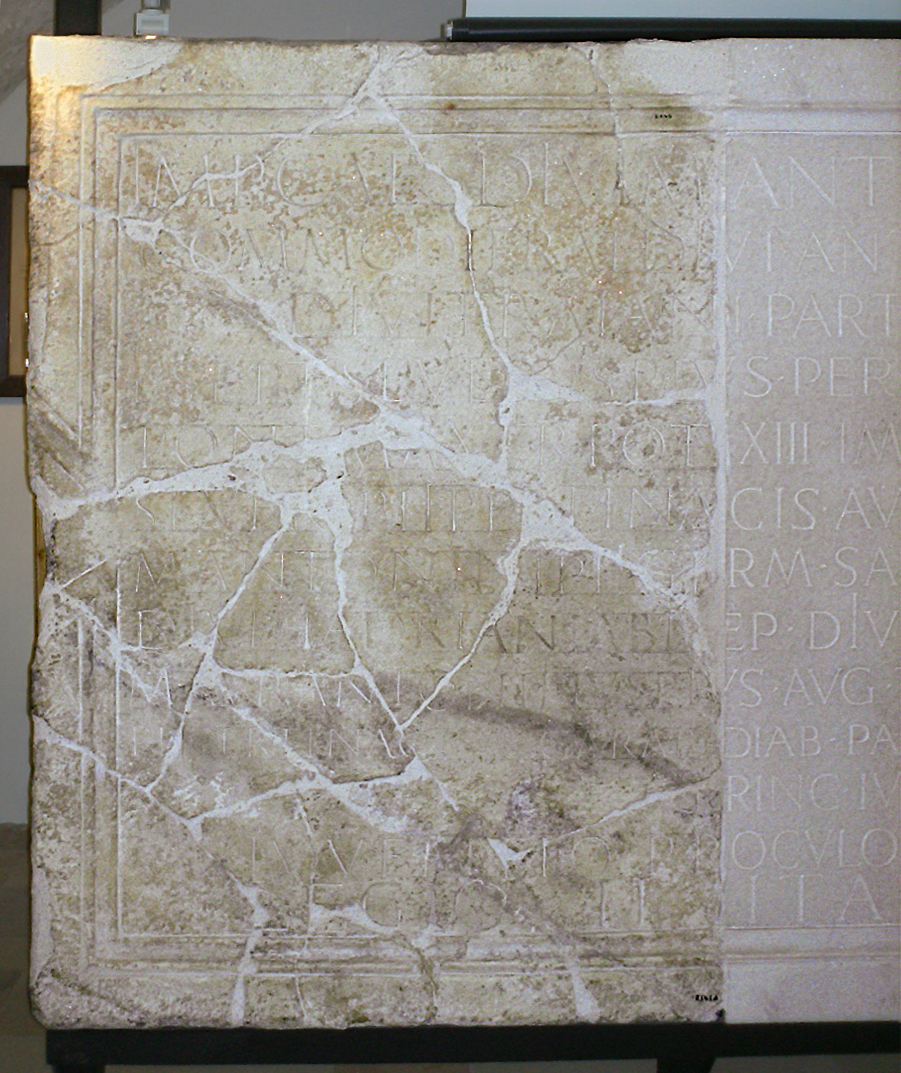
Die Bauinschrift, gefunden in Lauriacum

Marcus Iuventius Surus Proculus (vollständige Namensform Marcus Iuventius Marci filius Fabia Surus Proculus) war ein im 2. und 3. Jahrhundert n. Chr. lebender Angehöriger des römischen Senatorenstandes.
Durch eine unvollständig erhaltene Inschrift, die in Brixia gefunden wurde, sind der vollständige Name und eine Station aus den Anfängen der Laufbahn von Proculus bekannt, nämlich dass er VIvir equitum Romanorum war.
Durch Inschriften auf zahlreichen Meilensteinen (Miliarium), die auf dem Gebiet der damaligen Provinz Noricum gefunden wurden, ist belegt, dass Proculus Statthalter (Legatus Augusti pro praetore) in der Provinz war. Als Statthalter war er zugleich Kommandeur (Legatus legionis) der Legio II Italica, die ihr Hauptlager in Lauriacum hatte. Durch eine weitere Inschrift, die im dortigen Legionslager gefunden wurde, ist nachgewiesen, dass er noch während seiner Statthalterschaft zum Consul designatus ernannt wurde. Er dürfte daher kurz danach Suffektkonsul geworden sein.
Proculus war in der Tribus Fabia eingeschrieben und stammte aus Brixia.

## Datierung
Bei der Epigraphik-Datenbank Clauss-Slaby werden die Inschrift aus Brixia auf 201/230, die Inschriften auf den Meilensteinen auf 201 und die Inschrift aus Lauriacum auf 202 datiert. Hans Petrovitsch datiert die Statthalterschaft in Noricum auf den Zeitraum von 200 bis 201 und den Konsulat in das Jahr 202. Gerhard Winkler datiert die Statthalterschaft auf den Zeitraum von 200 bis 201 und den Konsulat in die Jahre 201 oder 202.